# 天园增三
波江座82（名稱包括82 G. Eridani、HD 20794、HR 1008、e Eridani），中文名天园增三，是一顆距離地球約20光年，位於波江座，光譜類型為G5的主序星。 

## 觀測
波江座82 G.（通常簡寫為“波江座82”）是波江座的第82顆恆星，被收錄在沒沒無名的阿根廷測天圖（Uranometria Argentina）；這份阿根廷星表是19世紀的天文學家班傑明·古德完成的，相當於是南半球的佛蘭斯蒂德星表，並且採用了相似的數字命名法。波江座82G.是少數仍然採用這種方法表示的“G.”恆星之一。

## 性質
波江座82的光度比太陽略為暗淡，但比鯨魚座τ或南門二B亮20%。它的投影赤道自轉速率（{\displaystyle v\sin i}）是0.52km/s，相較於太陽的2km/s是非常悠閒的。
波江座82是一顆高速星，移動速度比平均值快，因此可能是第二星族星，這通常是老年恆星，並且它們會運動至銀河系平面的外側。像許多其他的第二星族星一樣，波江座82是缺乏金屬的（雖然比許多恆星更缺乏），並且比太陽更老。它相對於銀河系的軌道離心率有高達0.42，與銀河系中心的距離在3,500至8,410秒的差距之間。對這顆恆星年齡的估計接近宇宙的年齡，因此這顆恆星是在銀河系的早期就形成的，但最近的一次估計以恆星色球層的活動為基礎，將它的年齡重定為57.6億年。
這顆恆星位於星際物質（ISM）低密度的區域，因此認為它有巨大的星球層頂，在天空中佔有6°的弧角。相對於太陽，這顆恆星的空間速度是101km/s，以超過3馬赫的速度，伴隨著弓形震波在ISM中前進。

## 行星系統
2000年紅外線太空天文台（ISO）在60微米（μm）波段處發現了恆星周圍的紅外線過量，但2006年斯皮策太空望遠鏡的觀測沒有證實這一點。後來赫雪爾太空天文台在2012年的觀測中於恆星周圍發現了一個塵埃盤。雖然不確定性很大，但如果其成分與室女座61（61 Virginis）的塵埃盤相似，它的半長軸將為19個天文單位。
2011年8月17日，歐洲的科學家公布在波江座82周圍發現了三顆系外行星（b、c、d），這些行星質量只有地球數倍，因此被分類為超級地球。這些行星的發現是經由精確觀察母恆星的徑向速度，而在各自軌道上的行星會藉由對母恆星重力影響顯示它們的存在。要注意的是這些行星的軌道離心率很高，但公轉周期都小於90日，代表這些行星距離母恆星很近。距離母恆星最遠行星表面的平衡溫度在反照率0.3的假射下大約是388K，高於水的沸點 。
系統中行星的數量具有爭議，在行星c被觀測時，它具有最低程度的引力攝動，它的軌道周期和恆星的自轉週期之間也有關聯。由於這些原因，發現團隊對其候選行星地位的真實性比其他兩個更加謹慎，需要對此系統進行持續觀察以確定行星系統的確切性質。
由Guillem Anglada-Escudé （页面存档备份，存于）和R.Paul Butler （页面存档备份，存于）於2012年開發的TERRA算法能夠更好地描繪並過濾噪聲干擾，這可以獲得更精確的徑向速度測量結果，Fabo Feng領導的一組科學家於2017年提出了另外三顆行星（e、f、g）存在的證據。具有海王星等級質量的波江座82 f為候選者之一，而行星f有可能在恆星的適居帶內運行。該團隊還認為使用這些技術，他們能夠更好地對先前3顆系外行星進行描繪，不過只有波江座82 c的微弱證據。
然而2023年的兩項研究只能確認行星b和d。本來預計行星c的統計意義會隨著數據的增加成正比，但這沒有發生，因此開始有懷疑質疑它的存在，同時無法確認或否決了2017年發現的另外三顆候選行星。而40天的徑向速度信號可能與恆星自轉有關。此外，前述的其中一項研究仍發現了一顆新的潛在行星，它比之前的候選行星距離恆星要更遠，其偏心軌道部分位於適居帶內，2024年的一項研究證實了這顆適居行星，並被NASA重新定名為新的波江座82 f。
| 成員 (依恆星距離)  | 质量                 | 半長軸 (AU)              | 轨道周期 (天)     | 離心率             | 傾角 | 半径 |
| ------------------ | -------------------- | ------------------------ | ----------------- | ------------------ | ---- | ---- |
| 熱塵帶（Hot dust） | ≲0.1 AU              | ≲0.1 AU                  | ≲0.1 AU           | ≲0.1 AU            | —    | —    |
| g (未确认)         | ≥1.03+0.49 −0.30 M⊕  | 0.095 ± 0.001            | 11.86+0.01 −0.02  | 0.20+0.15 −0.19    |      |      |
| b                  | ≥2.15±0.17 M⊕        | 0.12570+0.00052 −0.00053 | 18.3140±0.0022    | 0.064+0.065 −0.046 | —    | —    |
| c (未确认)         | ≥2.52+0.52 −0.83 M⊕  | 0.225+0.002 −0.003       | 43.17+0.12 −0.10  | 0.17+0.10 −0.16    |      |      |
| d                  | ≥2.98±0.29 M⊕        | 0.3625+0.0015 −0.0016    | 89.68±0.10        | 0.077+0.084 −0.055 | —    | —    |
| e (未确认)         | ≥4.77+0.96 −0.86 M⊕  | 0.509 ± 0.006            | 147.02+1.43 −0.91 | 0.29+0.14 −0.18    |      |      |
| f * (未确认)       | ≥10.26+1.89 −1.47 M⊕ | 0.875 ± 0.001            | 331.41+5.08 −3.01 | 0.05+0.06 −0.05    |      |      |
| f                  | ≥5.82±0.57 M⊕        | 1.3541±0.0068            | 647.6+2.5 −2.7    | 0.45+0.11 −0.10    | —    | —    |
| 塵埃盤             | ~19 — ~30 AU         | ~19 — ~30 AU             | ~19 — ~30 AU      | ~19 — ~30 AU       | —    | —    |

## 適居性
Stephen Dole在《適合人類居住的行星》（Habitable Planets for Man）這本書中，給波江座82最高的可居住性評估：5.7%，其它的4顆恆星是南門二B、蛇夫座70、仙后座η和孔雀六（孔雀座δ）。波江座82也是NASA搜尋地球大小型星或搜尋大行星的太空干涉測量任務的探測清單上首選的目標。

## 外部連結
- . SolStation.   [2005-11-03]. （原始内容存档于2021-01-26）.